# Leptoctenopsis subpurpurea
Leptoctenopsis subpurpurea är en fjärilsart som beskrevs av W. Warren 1897. Leptoctenopsis subpurpurea ingår i släktet Leptoctenopsis och familjen mätare. Inga underarter finns listade i Catalogue of Life.